# 에드빈스 비에탁스
에드빈스 비에타그스(라트비아어: Edvīns Bietags, 1908년 2월 28일 - 1983년 9월 29일 )는 라트비아의 레슬링 선수였다.
에드빈스는 1936년 베를린 하계 올림픽 레슬링 그레코로만형 라이트헤비급에서 은메달을 획득했다.

## 인물 정보
에드빈스 비에타그스는 1935년 유럽 선수권 대회에서 4위를 했다. 그는 1936년 베를린 올림픽에서 은메달을 땄다.
1937년부터 1939년 사이에 에드빈스는 유럽 선수권 대회에서 메달을 따지 못했다.